# 夢供養
『夢供養』（ゆめくよう）は、シンガーソングライターさだまさしの1979年4月10日発表のソロ4枚目のオリジナル・アルバムである。

## 概要
1979年4月10日、さだの27歳の誕生日に発売された。ライヴ・レコーディングの「雨やどり」を除き、グレープ時代からシングル曲を次のアルバムに収録することを常としていたが、本作には最新シングル曲「天までとどけ」・「惜春」を収録していない。さだは解説に「これからは、シングル曲は、シングルとして最大に生きる曲を、またLPは、LPそのものの在り方を考え乍ら作ってゆきたいと思っています。」と記しており、5年半後の1984年12月リリースの『Glass Age』までその方針が貫かれた（ただし1982年12月リリースのアルバム『夢の轍』から1983年1月に「退職の日」がシングルカットされた。）。
万葉集をモチーフに男女の心のすれ違いを描いた「まほろば」、中学生時代の思い出を綴った「木根川橋」など、現在でもさだのコンサートの主要レパートリーとして使われている楽曲も多い。
本人も出来には満足していたらしく、最後の歌入れが終わった瞬間「よし!出来た!」と言って、興奮のあまり歌詩カードをスタジオの窓から撒き散らしてしまった。これにはスタッフに「未発表の曲なのに何やっているんですか!」と怒られ、慌てて拾い集めに行ったという（さだの話によれば「春告鳥」の歌詩カードだけは見つからなかった）。
この年、さだは本作リリース後の7月に「関白宣言」を、10月に「親父の一番長い日」をリリースした。両曲ともに大ヒットに至りさだは一時代を築く。
このアルバムタイトルの読み方として、「むきょうよう（＝無教養）」という読み方も存在している。
1979年の第21回日本レコード大賞ベスト・アルバム賞受賞。
累計売上は84万枚を記録。

## 収録曲

### LP / CT
| 全作詞・作曲: さだまさし（#1は除く）、全編曲: 渡辺俊幸。 |                                        |                        |                        |      |
| #                                                        | タイトル                               | 作詞                   | 作曲・編曲             | 時間 |
| 1.                                                       | 「唐八景 - 序」                        | さだまさし（#1は除く） | さだまさし（#1は除く） | 0:57 |
| 2.                                                       | 「風の篝火 (かがりび)」                | さだまさし（#1は除く） | さだまさし（#1は除く） | 4:06 |
| 3.                                                       | 「歳時記 (ダイアリィ)」                | さだまさし（#1は除く） | さだまさし（#1は除く） | 5:31 |
| 4.                                                       | 「パンプキン・パイとシナモン・ティー」 | さだまさし（#1は除く） | さだまさし（#1は除く） | 4:26 |
| 5.                                                       | 「まほろば」                           | さだまさし（#1は除く） | さだまさし（#1は除く） | 4:29 |
| 6.                                                       | 「療養所 (サナトリウム)」              | さだまさし（#1は除く） | さだまさし（#1は除く） | 6:38 |
| 合計時間:                                                | 合計時間:                              | 26:07                  |                        |      |

| 全作詞・作曲: さだまさし、全編曲: 渡辺俊幸。 |                                   |            |            |      |
| #                                            | タイトル                          | 作詞       | 作曲・編曲 | 時間 |
| 1.                                           | 「春告鳥」                        | さだまさし | さだまさし | 3:48 |
| 2.                                           | 「立ち止まった素描画 (デッサン)」 | さだまさし | さだまさし | 3:27 |
| 3.                                           | 「空蝉 (うつせみ)」               | さだまさし | さだまさし | 6:03 |
| 4.                                           | 「木根川橋」                      | さだまさし | さだまさし | 4:22 |
| 5.                                           | 「ひき潮」                        | さだまさし | さだまさし | 6:54 |
| 合計時間:                                    | 合計時間:                         | 24:34      |            |      |

### アナログA面
1. 唐八景 - 序
さだの故郷である長崎の民謡で、長崎の正月風景を表す作品。「とうはっけい」と読む。
2. 風の篝火 (かがりび)
長野県辰野町の蛍祭りを題材に、都会へ出た女性と地元に残った男性のいつの間にか気持ちに距離が開いてしまっていた無常観を描いた作品。
3. 歳時記 (ダイアリィ)
卒業とともに同居生活を終える男女を描いた作品[3]。
4. パンプキン・パイとシナモン・ティー
なかなか告白できない喫茶店「安眠（あみん）」のマスターの恋を、学校をサボって来ている悪童達が成就させようとする、という内容の作品。マスターのモデルは、当時彼女になかなかプロポーズできないでいた、ディレクターの川又明博。この喫茶店「安眠（あみん）」を、岡村孝子は自分のユニット名（あみん）としている。さだによれば、元々はウガンダの独裁者イディ・アミンの名前が面白いので、そこから取ったものであるという。
後のアルバム『恋文』には続編ともいえる「ローズ・パイ」が収録されている。「ローズ・パイ」の解説で、この曲の歌詩にあるシナモンティーの作り方が違う等の手紙がさだの所へ殺到したというエピソードがあったと明らかにした。
さだの経営していた喫茶店「さすらひの自由飛行館」のメニューにもこの曲にちなんだ「あみんセット」が存在した。
5. まほろば
歌の舞台は奈良の春日野である。『万葉集』の磐姫皇后の作歌2首（ただし偽作説が強い）
  - 在管裳 君乎者将待 打靡 吾黒髪尓 霜乃置萬代日（巻2-87）

ありつつも君をば待たむ打ち靡くわが黒髪に霜の置くまでに
（大意）このままずっと君を待ちましょう　垂らしたままの私の黒髪に霜が置くまでも
  - 居明而 君乎者将待 奴婆珠能 吾黒髪尓 霜者零騰文（巻2-89）

居明かして君をば待たむぬばたまの我が黒髪に霜は降るとも
（大意）夜を明かして君を待ちましょう　私の黒髪に霜が降ろうとも
なお『万葉集』では89を87の「或本の歌に曰く」としており、補足として「右の一首（89）は古歌集の中に出づ」と注釈がある。
をモチーフに奈良・春日野の風景と男女の心のすれ違いを描いている。現在でもさだは頻繁にコンサートで採り上げており、アルバム発表直後「日本ならではの美、それも古式ゆかしい美をなんとか曲に凝縮できないものかと、この作品以前にも何度もトライをしてきているのだが、初めて『不完全感』の無い曲が出来たと思えた」と語っていた。さだが師と仰いでいた詩人でもある宮崎康平が、この曲を賞賛し「自分を超えた」と言ったが、同時に「聴き手がついてこなくなるからこれ以上難しい曲は書くな」と忠告している。さだの解説では万葉植物園のヒオウギに添えられた歌は正確でないと指摘しているが、現在では巻2-89が正確に掲載されている。
2008年、『さだまさしトリビュート さだのうた』にて、THE ALFEEにカバーされた。また、高見沢俊彦のソロライブにてカバーされた（映像作品にて視聴可能）。
6. 療養所 (サナトリウム)
結核療養所の孤独な老女との交流を描く形式を借りて、人生の冷酷さとそれ故優しくなれる人の不思議さを歌った楽曲。本人が入院しているときの経験を元に作成されていると思われる。

### アナログB面
1. 春告鳥
命の儚さを美と捉える日本的な美意識を曲にした作品。舞台は京都の等持院と嵯峨野（歌詩では「化野（あだしの）」と歌われているが、実際は嵯峨野の野宮神社をモチーフにしている。）。歌詩は五七調で書かれている。なお、春告鳥とは鶯（ウグイス）のことである。また、歌詩中の「侘助」（わびすけ）とは、胡蝶侘助という品種の椿。やはり「無常観」がテーマとして底流を流れている。なお、さだは奈良を「万葉集」に譬え益荒男ぶりに、京都を「古今集」に譬え手弱女ぶりに作曲している。
2. 立ち止まった素描画 (デッサン)
男が、何にでも飽きっぽい昔の彼女を諭す内容の楽曲。
3. 空蝉 (うつせみ)
地方の小駅の待合室で、都会から迎えに来るはずの息子を待つ老夫婦と、それを待ち受ける非情な結末。なお、「空蝉」とは現身（うつしみ）の掛詞で、蝉の抜け殻と言う意味と、現世と言う意味を含んでいる。
4. 木根川橋
木根川橋は荒川に架かる橋で、さだが通っていた葛飾区立中川中学校の近くにある。
歌詩に登場する「のりちゃん」こと安西範康はさだの中学時代の親友であり、大人になった後もさだ企画のスタッフ（1986年まで。現在 [いつ?]はプレイガイド「ちけっとぽーと」の運営やコンサートの興行を行う株式会社エニーの社長となっている）などとして、さだをサポートしていた。
中学の同窓会でさだが恩師に思い出を語るという形式で書かれている。「先生、俺達の木造校舎…」という台詞で始まる。コンサートでさだがこの台詞を間違えて「社長」と言ってしまい、観客もスタッフも爆笑してコンサートが中断する事件が発生した。この事件から「木根川橋・社長編」というコンサートトークのネタが生まれた。
歌中の同窓会は居酒屋で行われていることが想定されており、「先生、俺達の木造校舎…」の台詞が入る前に居酒屋で乾杯の音頭が収録されている。音頭の始めには効果音として店内のBGMの「天までとどけ」が収録されている。
5. ひき潮
望郷をテーマにした曲。前奏前に「唐八景」のフレーズが歌われている。
（夢供養以外に収録される「ひき潮」では「唐八景」のフレーズはない）

- 長崎県の民謡を基にした「唐八景-序」以外は、すべて作詩・作曲：さだまさし、編曲：渡辺俊幸

## 参加したミュージシャン
- リード・ボーカル：さだまさし（ヴァイオリン・ソロ A面5）
- アコースティックギター：谷康一 （A面3-6 B面1.2.4.5/マンドリン A面4 B面4/バンジョー A面4）、吉川忠英 （A面1 B面3）
- 12弦ギター：谷康一 （A面3）、吉川忠英 （B面3）
- エレキギター：松原正樹（A面2-6 B面1-5）
- ピアノ：羽田健太郎（A面2-6 B面1.2.4.5）、大原繁仁（B面3）
- エレクトリックピアノ：羽田健太郎（A面4-6 B面1.2.4）、大原繁仁（B面3）、渋井博（A面3.6 B面5）
- ポリモーグ：渡辺俊幸（A面2.5 B面2）
- ベース：福田郁次郎（A面2.5 B面2.3）（後のバックバンド亀山社中のリーダー）、高水健司（A面 3.4.6 B面1.4.5）
- ドラムス：村上秀一（A面2.5 B面1-3）、林立夫（A面3.4.6 B面4.5）
- パーカッション：穴井忠臣（A面2-6 B面1-5）
- アコーディオン：風間文彦（A面4）
- ハーモニカ：八木のぶお（B面4）
- フルート：衛藤幸雄（A面3.5 B面1.3.5）
- リコーダー：旭孝（B面4）
- オーボエ：坂宏之（A面4.5 B面1.3.5）
- ストリングス：多(おおの)アンサンブル（A面2-6 B面1-5）、渡辺俊幸（指揮）
- 女性ボーカル：伊集加代子（A面3 B面1.3）